# Nicole Eiholzer
Nicole Eiholzer (* 3. Juli 1995 in Steinhausen ZG) ist eine Schweizer Volleyball- und Beachvolleyballspielerin.

## Karriere
Eiholzer begann ihre Karriere in der Halle beim VBC Steinhausen. Mit dem Verein schaffte sie den Aufstieg in die Nationalliga B. Sie begeisterte auch ihre Freundin Nina Betschart, die sie schon seit der Kindheit kennt, für diesen Sport. Später bildeten Eiholzer/Betschart ein Beachvolleyball-Duo. In den Jahren 2008 bis 2012 gewannen sie die Schweizer Nachwuchsmeisterschaften in den Kategorien U15, U18 und U21. 2011 wurden sie Fünfte der Jugend-WM in Umag und erreichten bei der U18-Europameisterschaft in Vilnius das Finale. Im folgenden Jahr wurden sie Dritte der U18-EM in Brünn. Bei der Jugend-WM in Larnaka und der U20-EM in Hartberg kamen sie jeweils auf den fünften Rang. 2013 gewannen sie ein Turnier der Schweizer Tour in Locarno. Die Weltmeisterschaften der U21 in Umag und der U19 in Porto beendeten sie wieder auf dem fünften Platz. Bei der EM in Klagenfurt trat Eiholzer mit Romana Kayser an, verlor das nationale Duell gegen Forrer/Vergé-Dépré ebenso wie die anderen beiden Gruppenspiele und schied somit nach der Vorrunde aus. Zusammen mit Nina Betschart wurde sie 2013 in Vilnius und 2014 in Cesenatico zweimal in Folge U20-Europameisterin. 2015 gewannen Betschart/Eiholzer die Goldmedaille bei den Europaspielen in Baku und wurden anschliessend im portugiesischen Macedo de Cavaleiros U22-Europameisterinnen. 2016 und 2017 spielte Eiholzer an der Seite von Dunja Gerson und Laura Caluori, 2018 mit Elena Steinemann und 2019 mit Ines Egger.
Wegen fehlender Perspektiven für eine Olympiateilnahme im Beachvolleyball spielte Eiholzer 2019/20 wieder Hallenvolleyball in Neuchâtel für NUC Volleyball. Zur Saison 2020/21 wechselte sie zum TS Volley Düdingen. Mit der 
Schweizer Nationalmannschaft nahm sie an der Europameisterschaft 2021 teil.